# Schlittschuhläufer-Walzer

Deutsches Notenheft von 1890

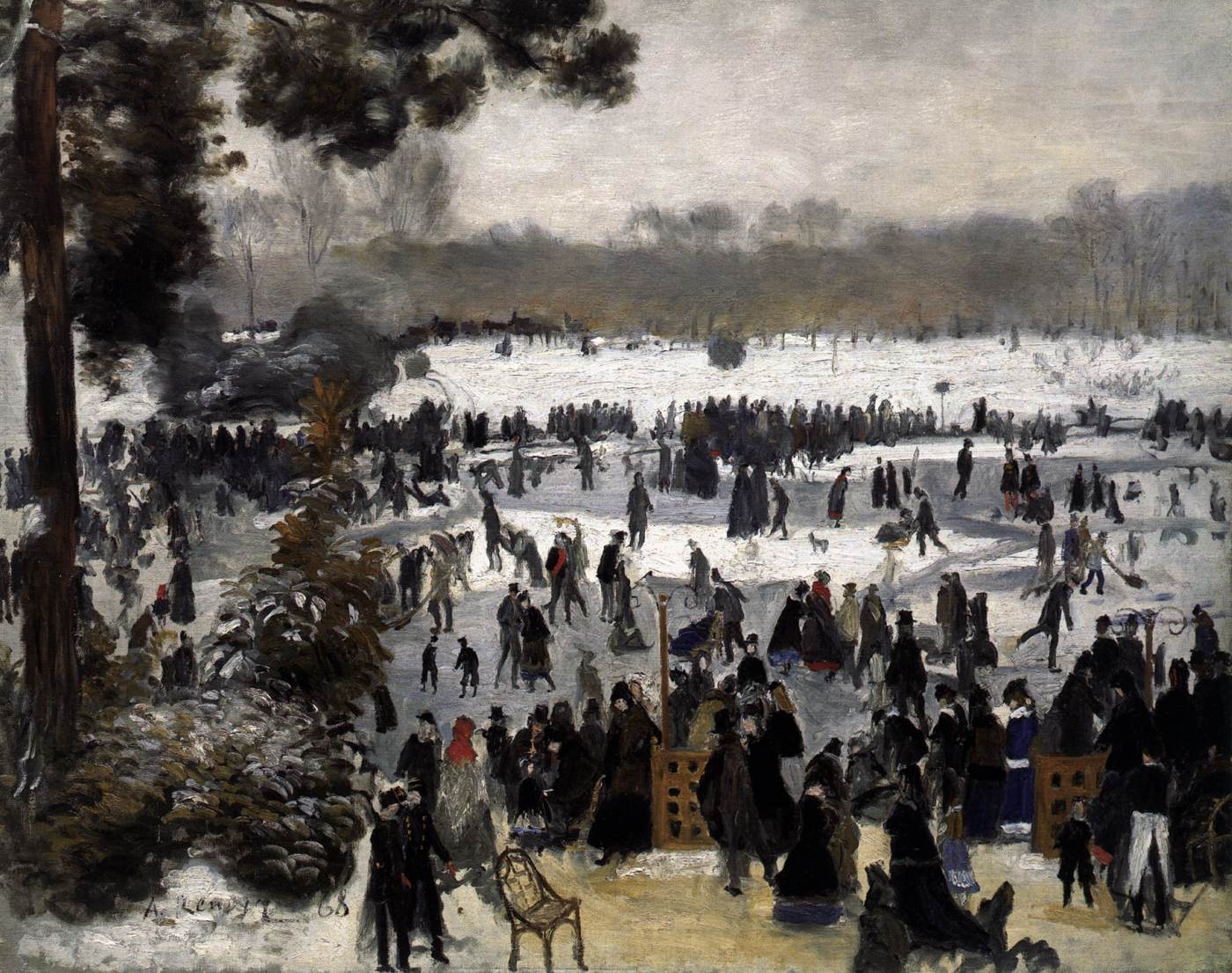
Eisläufer im Bois der Boulogne, Gemälde von Auguste Renoir 1868

Der Schlittschuhläufer-Walzer (französisch Les Patineurs „die Schlittschuhläufer“; im Deutschen oft verkürzt Schlittschuhwalzer) ist ein 1882 komponierter Konzertwalzer von Émile Waldteufel (op. 183). Das von Eisläufern im Pariser Bois de Boulogne inspirierte Musikstück beschwört eine winterlich-heitere Atmosphäre herauf und gilt als Hauptwerk seines Autors. Ähnlich wie die Stücke von Johann Strauss bietet es statt einer einzigen Melodie eine Folge kontrastierender, abwechselnd ruhiger und überschwänglicher Walzerthemen, die bald von einem Solohorn, bald von Streichern oder Holzbläsern dargeboten werden. Charakteristisch ist auch der Einsatz von Glockenstäben, die Assoziationen an das Schellengeläut winterlicher Schlittenfahrten wecken.
Waldteufel veröffentlichte die Partitur am 30. Oktober 1882 bei Hopwood & Crew und widmete sie Ernest Coquelin, einem Schauspieler an der Comedie Francaise.
Bis heute haben den Schlittschuhläufer-Walzer zahlreiche Symphonieorchester im Programm, mit Blick auf die Thematik wird er mitunter mit Ballett- oder Eislauf-Einlagen kombiniert, so etwa von André Rieus Johann-Strauß-Orchester. Das Stück wurde auch in etlichen Filmen rezipiert, etwa in The Hollywood Revue of 1929, Meine Lieblingsfrau, Chariots of Fire, A Simple Wish, Mein wunderbarer Waschsalon und Seine Sekretärin. Motive aus dem Walzer klingen auch in Paul Hindemiths Parodie Ouvertüre zum „Fliegenden Holländer“, wie sie eine schlechte Kurkapelle morgens um 7 am Brunnen vom Blatt spielt von 1925 an.